# Bartholomew’s Cobble
Bartholomew’s Cobble (deutsch Bartholomäus-Steine) ist ein seit 1946 bestehendes und 329 Acres (1,33 km²) großes, als National Natural Landmark eingetragenes Naturschutzgebiet in der Nähe von Sheffield in den Berkshire Mountains im Bundesstaat Massachusetts der Vereinigten Staaten. Es ist täglich von Sonnenauf- bis Sonnenuntergang für die Öffentlichkeit – jedoch teilweise gegen Gebühr – zugänglich.

## Geschichte
Die bis zu 1.000 ft (304,8 m) aufragende Landschaft, bei der es sich geologisch gesehen um einen Aufschluss handelt, wurde durch eine Hebung geschaffen. Vor 500 Millionen Jahren befand sich an dieser Stelle ein Binnenmeer, weshalb im Boden heute noch zahlreiche Fossilien gefunden werden können. Mit der Ausbildung der Taconic und Berkshire Mountains wurden die verschiedenen Erdschichten nach oben und zur Seite gedrückt, so dass das Grundgestein offen lag. Über die Jahrtausende hat sich so das heutige Landschaftsbild entwickelt.
Das Gebiet wurde nach George Bartholomew benannt, der es im späten 19. Jahrhundert erwarb und für landwirtschaftliche Zwecke nutzte. Zuvor war es ein Teil des mehr als 3.000 Acres (12,14 km²) umfassenden Grundbesitzes von John Ashley, dessen ehemaliges Wohnhaus heute noch als Museum besichtigt werden kann. 1946 erwarben die Trustees die ersten Teile des Areals und bauten das Schutzgebiet in den folgenden Jahren und Jahrzehnten sukzessive aus. Zuletzt konnte im Jahr 2000 ein weiteres Teilstück hinzugefügt werden.

## Schutzgebiet

### Artenvielfalt
Das Gestein des Schutzgebiets besteht vorwiegend aus Quarzit und Marmor, wodurch der Boden stark alkalisch ist und einer ungewöhnlich breit gestreuten Pflanzenvielfalt Lebensraum bietet. So gedeihen im Schutzgebiet die meisten unterschiedlichen Arten von Farnen in ganz Nordamerika, ebenso steht dort die größte Kanadische Schwarz-Pappel des Bundesstaats. Diese biologische Vielfalt führte dazu, dass das Schutzgebiet 1971 als National Natural Landmark aufgenommen wurde.
Neben der Bodenzusammensetzung ist auch die geografische Lage dafür verantwortlich, dass dort mehrere Arten an der nördlichen bzw. südlichen Grenze ihres Verbreitungsgebiets innerhalb Nordamerikas leben. 

### Erholung
Der Hurlburt’s Hill erhebt sich an der Grenze von Massachusetts und Connecticut auf bis zu 1.000 ft (304,8 m) und trägt ein 20 Acres (8,09 ha) großes Plateau, von dem aus die Umgebung gut überblickt werden kann. Insgesamt stehen den Besuchern 5 mi (8 km) an Wanderwegen zur Verfügung.
Das Mitführen von Hunden und anderen Haustieren ist mit Rücksicht auf die Natur im Schutzgebiet verboten. Für die Jagd ist eine entsprechende Erlaubnis einzuholen.